# Anna von Litauen
Anna von Litauen (polnisch Aldona Anna Giedyminówna, litauisch Aldona; * 1309; † 26. Mai 1339 in Krakau) war eine litauische Prinzessin und durch Heirat mit Kasimir dem Großen ab 1333 Königin von Polen.

## Leben
Anna wurde als Tochter von Gediminas, Großfürst von Litauen, und der Jewna geboren.
Sie kam 1325 nach Polen und nahm nach ihrer Taufe (am 30. April) den Namen Anna an. Am 16. Oktober heiratete sie mit 16 Jahren den polnischen Kronprinzen Kasimir, der ab 1333 König von Polen war. Die Vermählung war ein rein politisches Manöver, um die polnisch-litauische Allianz gegenüber dem Deutschen Ritterorden zu stärken. Diese Ehe war bereits ein Vorzeichen auf die Union von Krewo (1385) und die Union von Lublin (1569), die schließlich im polnisch-litauischen Staatenbund vollendet wurde.
Der Ehevertrag sah vor, dass Gediminas alle 25.000 polnischen Gefangenen frei ließ. Die Koalition war zwar noch nicht sehr stark und zerbrach bereits im Jahre 1330, es ist jedoch überliefert, dass zu Lebzeiten von Anna es zu keinen militärischen Auseinandersetzungen zwischen Polen und Litauern kam.
Anna war zutiefst religiös und liebte die Musik, sie hatte stets ihre Hofmusikanten bei sich. Kasimir hingegen war für seine zahlreichen Liebesaffären bekannt, nach Annas Tod heiratete er noch drei Mal.
Königin Anna starb 1339 im Alter von gerade 30 Jahren und wurde in der Wawel-Kathedrale in Krakau beigesetzt.

## Nachkommen
Das Paar hatte zwei Töchter:
- Elisabeth (ca. 1326/1361), polnische Prinzessin, verheiratet 1343 mit Herzog Bogislaus V. von Pommern-Wolgast-Stolp
- Kunigunde (ca. 1328/1357), polnische Prinzessin, verheiratet 1352 mit Herzog Ludwig VI. von Oberbayern, einem Sohn von Kaiser Ludwig IV.